# Saint-Raphaël (Dordogna)
Saint-Raphaël è un comune francese di 108 abitanti situato nel dipartimento della Dordogna nella regione della Nuova Aquitania.

## Società

### Evoluzione demografica
Abitanti censiti